# Toma de Belle-Île
La Toma de Belle-Île-en-Mer, o simplemente la Toma de Belle-Île, es el nombre dado a la expedición británica durante la cual la isla francesa de Belle-Ile-en-Mer, situada frente a la costa de Bretaña, fue capturada en 1761, durante la Guerra de los Siete Años. Después de que un ataque británico inicial fue rechazado, un segundo intento del general Studholme Hodgson permitió que las tropas británicas desembarcasen. Posteriormente se produjo un segundo desembarco y, seis semanas después del asedio, la ciudadela principal de la isla, ubicada en Le Palace fue levantado, con lo que se aseguró el control británico en la isla. Una expedición francesa, enviada desde el continente, fracasó debido a la superioridad militar británica sobre los mares. Los británicos ocuparon Belle-Ile durante dos años antes de entregarlo a Menorca en 1763 de conformidad con el Tratado de París.

## Antecedentes

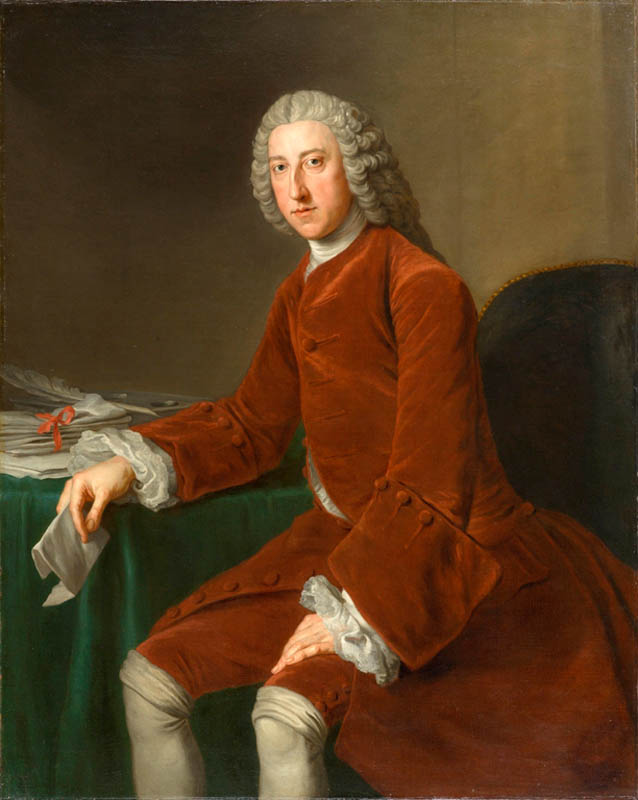
El Secretario del Sur, William Pitt

En 1756 Gran Bretaña y Francia habían ido formalmente a la guerra después de los enfrentamientos iniciales en América del Norte. Los franceses comenzaron la guerra con éxito al capturar Menorca, una isla británica en el Mediterráneo. Posteriormente Gran Bretaña mantuvo la iniciativa en el mar y comenzó una serie de incursiones navales en la costa francesa, como la de Rochefort y la de Cherburgo en 1758, promovidas por el Secretario del Sur William Pitt. Si bien el éxito práctico de estas fue limitado, causaron gran alarma en toda Francia y obligaron al gobierno francés a dedicar un gran número de tropas para proteger las zonas costeras contra nuevas incursiones británicas. Pitt suspendió la campaña a fines de 1758 después de un fallido desembarco en Saint-Cast, mientras permanecía abierto a la idea de nuevas operaciones contra la vulnerable costa francesa.
En 1759 Francia intentó lanzar una gran invasión de Gran Bretaña, pero después de las derrotas navales de Lagos y la Bahía de Quiberon y un bloqueo británico casi continuo de los puertos franceses, este plan tuvo que ser abandonado; durante la mayor parte del resto de la guerra, la armada francesa permaneció anclada. Desde 1757 los británicos lanzaron una serie de ataques contra las colonias francesas en todo el mundo lo que llevó a muchos de ellos a ser capturados. La conquista de Canadá en 1759-60 dejó a Gran Bretaña el control de una gran área del territorio anteriormente francés, y Pitt anticipó que esto conduciría a un acuerdo de paz ya que muchos en París trataron de poner fin a la costosa guerra.

### La captura de Isla de Francia
Pitt había planeado enviar una expedición para capturar la isla Mauricio, una importante base naval francesa en el Océano Índico. Sin embargo, ante la posibilidad de que se acercara rápidamente un congreso de paz, Pitt quería algo más inmediato y tangible que pudiera intercambiarse por territorio británico o alemán capturado en lugar de Mauricio, que tardaría mucho tiempo en capturar y las noticias tardarían meses en llegar a Europa. También era consciente de la potencial entrada de España en la guerra, lo que también haría prudente mantener los barcos más cerca de casa para protegerse contra una posible invasión.

### Le réplica sobre Belle-Île
Pitt decidió cambiar el enfoque de una expedición a la costa francesa. La isla de Belle Île se encuentra cerca de Lorient y el principal centro naval de Bretaña y ofrece el mando del Golfo de Vizcaya. Ahora abogó por que se la confiscara y convirtiera en una base militar británica que luego podría ser utilizada como punto de partida para nuevos ataques contra la parte continental de Francia. Pitt había propuesto originalmente un ataque contra Belle Île en octubre de 1760, pero el Duque de Newcastle lo rechazó con vehemencia y el Rey George II lo vetó con el argumento de que se debía prestar más atención a la campaña en curso en Alemania. Pitt ahora revivió el proyecto, ayudado por el hecho de que el viejo rey había muerto y había sido sucedido por su nieto.
Tanto Lord Anson como Sir Edward Hawke se oponían a tal expedición, pero Pitt no se dejó intimidar por la oposición de dos de los almirantes más respetados de Gran Bretaña. El 25 de marzo George III firmó órdenes secretas que ahora hacen de Belle Île el objetivo. El comando del ejército debía entregarse al general Studholme Hodgson, mientras que el almirante Augustus Keppel , ya experimentado en operaciones anfibias por su papel en la captura de Goree , debía comandar los elementos navales.

## Campaña

### Primer desembarco

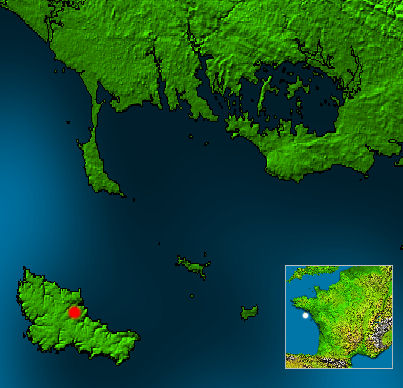
Punto blanco: Situación de Belle Île en Francia.
Punto rojo: Ubicación de la ciudad de Le Palais en Belle Île

La expedición se armó en Plymouth y navegó el 29 de marzo de 1761. Llegó frente a Belle Île, retrasado por el mal tiempo, el 6 de abril. Después de un reconocimiento inicial del extremo sur de la isla se decidió probar el área alrededor de «Port Andro», al sur de Belle Île. Desembarcó las fuerzas del general John Craufurd. Se hizo una maniobra disuasoria al norte con dos batallones de infantería y un contingente de marines HM (no Royal hasta 1802), con la esperanza de desviar la atención sobre Crauford.
La fuerza de Craufurd encontró oposición mucho más fuerte de lo esperado. Los franceses estaban bien atrincherados y su fuego tuvo un alto costo para los atacantes británicos. Una compañía de granaderos logró escalar los acantilados cercanos pero no recibieron apoyo y muchos fueron muertos o capturados. Al darse cuenta de que habían perdido cualquier posibilidad de sorpresa, las tropas de Craufurd abandonaron el intento y se retiraron a los barcos. Se desarrolló una violenta tormenta que destrozó muchas de las lanchas de desembarco que eran vitales para la operación. Los comandantes de la expedición creyeron que no era posible un nuevo intento y después de otro reconocimiento escribieron a Pitt sugiriendo que ya no era posible ningún ataque, lo que aumentaba la posibilidad de que la fuerza zarpara hacia Gran Bretaña.
Los resultados inmediatos del ataque causaron consternación en París y Londres. La corte francesa se enfureció por el hecho de que Pitt había seguido adelante con la operación a pesar de las conversaciones de paz en curso, por lo que la consideraban un acto de mala fe. En Gran Bretaña, el fracaso se encontró con una mezcla de aceptación resignada por los oponentes de la expedición, pero Pitt siguió adelante con un segundo intento. Los barcos de transportes de tropas que llevaban a las fuerzas para tomar parte en el ataque a Martinica fueron desviados para unirse a Keppel junto con importantes refuerzos. Pitt estaba decidido a tomar la isla como un objetivo principal en la guerra global.

### Segundo desembarco

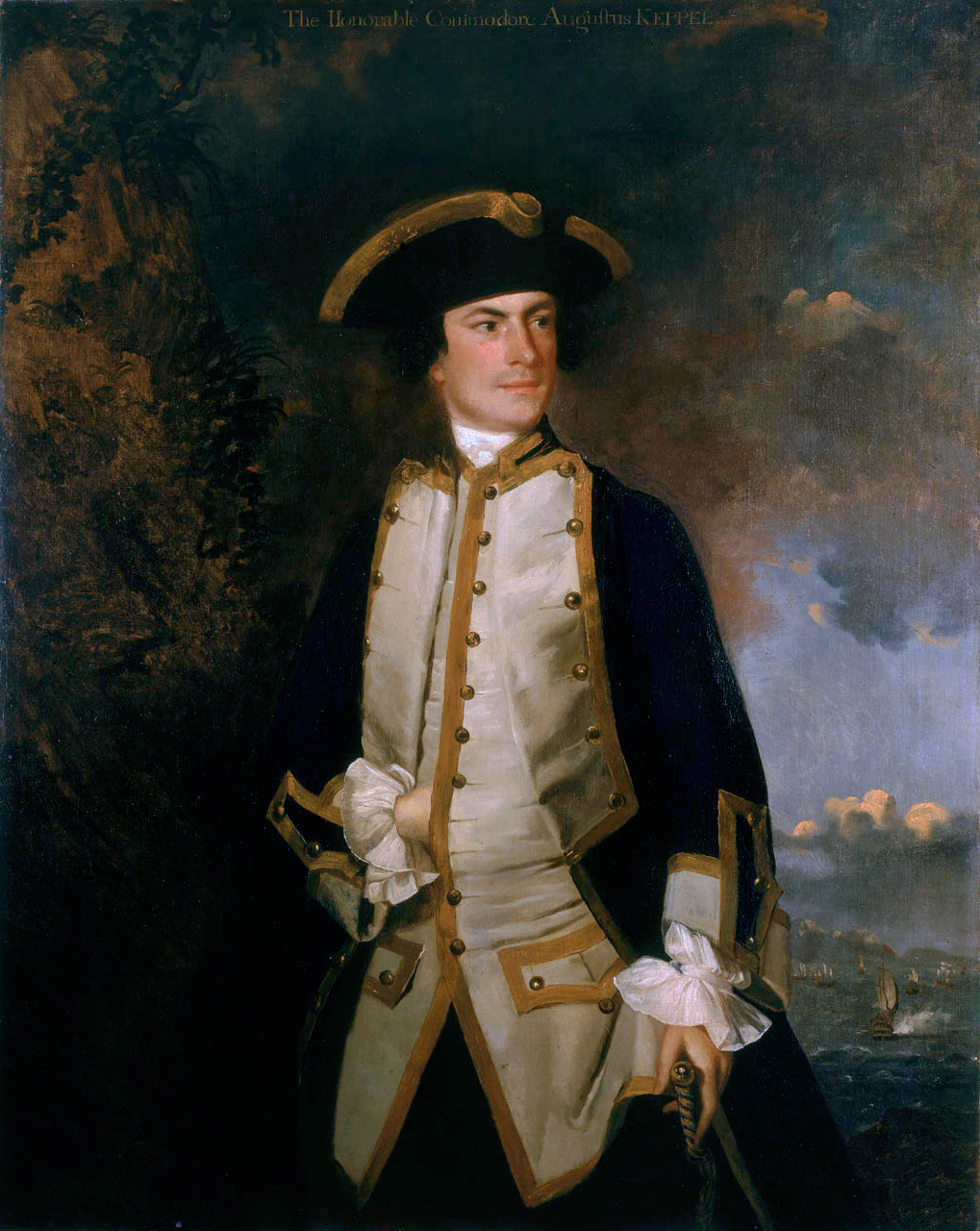
Augustus Keppel, comandante de la flota británica

Ahora reforzado, Keppel y Hodgson planearon un segundo desembarco. Después de un largo examen de las defensas de la isla, se decidió que la mejor posibilidad de éxito era otro ataque en Port Andro. Esta vez se planearon dos ataques de distracción para desviar la atención del esfuerzo principal: uno en el oeste contra Sauzon y otro en el norte contra Saint Foy. El 22 de abril, el ataque principal, nuevamente dirigido por John Crauford, se encontró con una oposición igualmente fuerte como la última vez y pronto se estancó. Mientras tanto, el ataque de diversión al norte liderado por el brigadier Hamilton Lambart descubrió el tramo de costa alrededor de St Foy indefenso por las tropas, ya que los franceses habían creído que los altos acantilados eran una defensa lo suficientemente fuerte contra cualquier ataque. Lambart decidió que podían escalar, y sus tropas lograron una posición en la cima de la cresta. Golpearon un contraataque de las tropas francesas cercanas, recibiendo el apoyo de los barcos de la Royal Navy cercanos.
Dándose cuenta de lo que había sucedido, Crauford abandonó su ataque y llevó a sus tropas en bote para ayudar a Lambart. Los comandantes británicos enviaron refuerzos adicionales para asegurar la cabeza de playa. Al caer la noche toda la fuerza británica estaba en tierra. Según una señal preestablecida, las fuerzas y los habitantes franceses se retiraron a la fortificación principal de Le Palais, dejando el resto de la isla a los invasores.

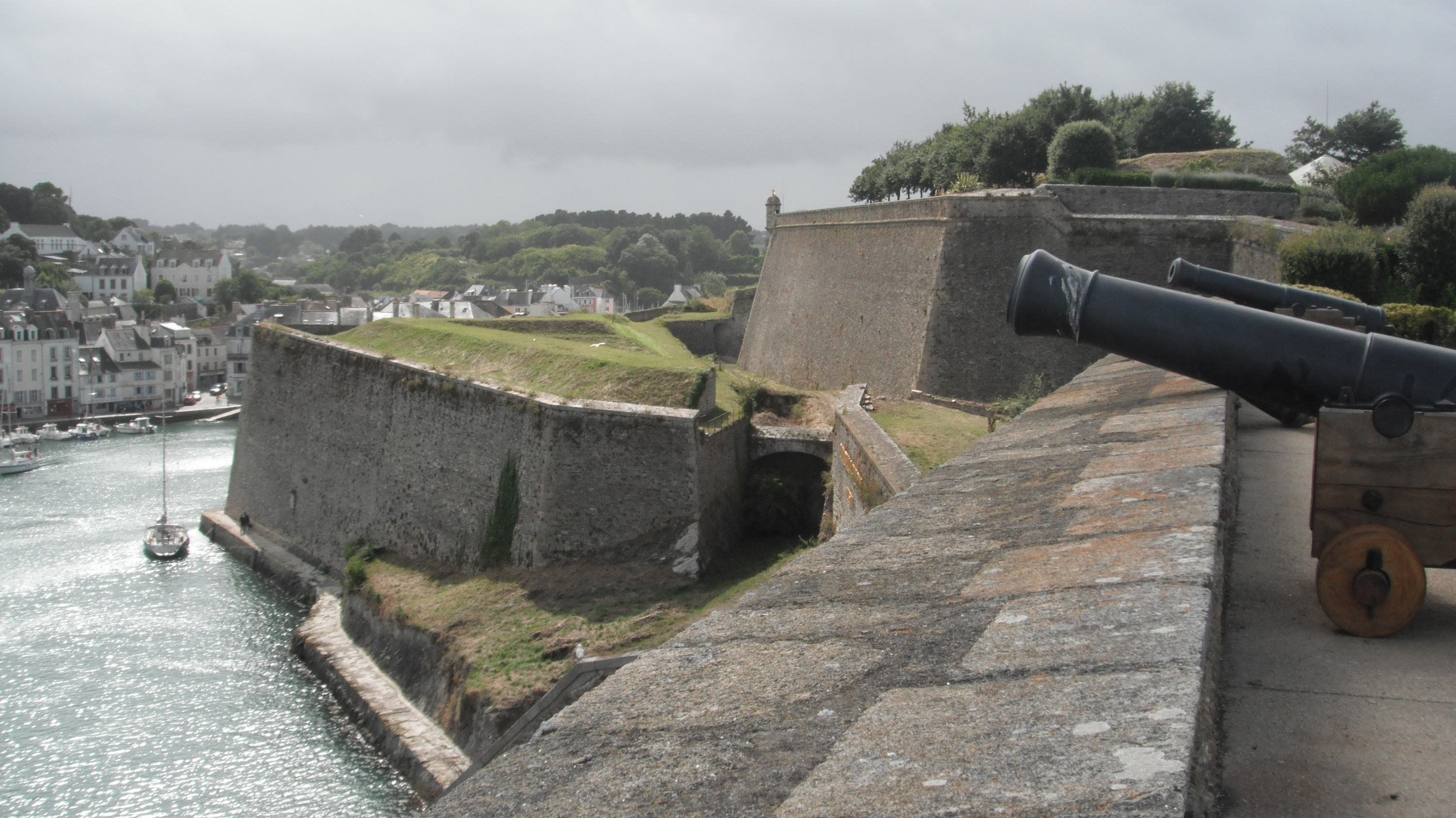
Vista actual de la ciudadela de estilo Vauban en Le Palais

Los británicos ocuparon los puertos indefensos de la isla permitiéndoles enviar suministros frescos y comenzaron a sitiar Le Palais. El comandante francés en la isla, el Chevalier Sainte Croix, esperaba poder resistir a los británicos en Le Palais el tiempo suficiente para que llegara algún apoyo desde la parte continental de Francia. El gobernador francés de Bretaña , el duque de Aiguillon había reunido una fuerza en Vannes con la intención de acudir en ayuda de Belle Île, pero las fragatas británicas vigilaba atentamente la costa y el dominio británico de los mares circundantes hacía improbable cualquier posibilidad de cruce. El gobierno francés movió nuevos refuerzos a la Bretaña continental, por temor a que este fuera el próximo objetivo de los británicos.
Un intento francés de preparar una pequeña flota de siete naves de línea en Rochefort y ocho en Brest se encontró con un bloqueo aún más vigoroso montado por Keppel.
El 8 de junio, después de más de un mes de asedio a Le Palais, Sainte Croix reconoció que era poco probable que recibiera algún rescate y aceptó capitular. Se permitió a Sainte Croix, por convención, marchar con sus hombres a través de la brecha inglesa con honores de guerra y su fuerza fue repatriada a la cercana Lorient.

## Consecuencias
La reacción inicial de los franceses ante la caída de la isla fue decirles a los británicos que podrían conservarla si querían, pero que no podrían esperar ninguna compensación si la devolvían. Pronto se dio cuenta de que esta no era una postura plausible, ya que la isla podría ser utilizada como base para los corsarios y la Royal Navy. Finalmente, después de dos años de ocupación, la isla fue devuelta a Francia tras el Tratado de París, intercambio directo para procurar el regreso de Menorca a Gran Bretaña.
Belle Île fue parcialmente colonizado por acadianos francófonos expulsados durante la Expulsión de los Acadianos después de la captura en 1755 de las zonas restantes de Acadia. Los acadianos estaban descontentos con sus condiciones en Acadia, y en 1785 la mayoría de ellos emigraron a Louisiana.